# Selîciv, Slavuta
Selîciv (în ucraineană Селичів) este un sat în comuna Berezdiv din raionul Slavuta, regiunea Hmelnîțkîi, Ucraina.

## Demografie
Componența lingvistică a localității Selîciv
     Ucraineană (100%)
Conform recensământului din 2001, toată populația localității Selîciv era vorbitoare de ucraineană (100%).